# Victorian Institute of Sport

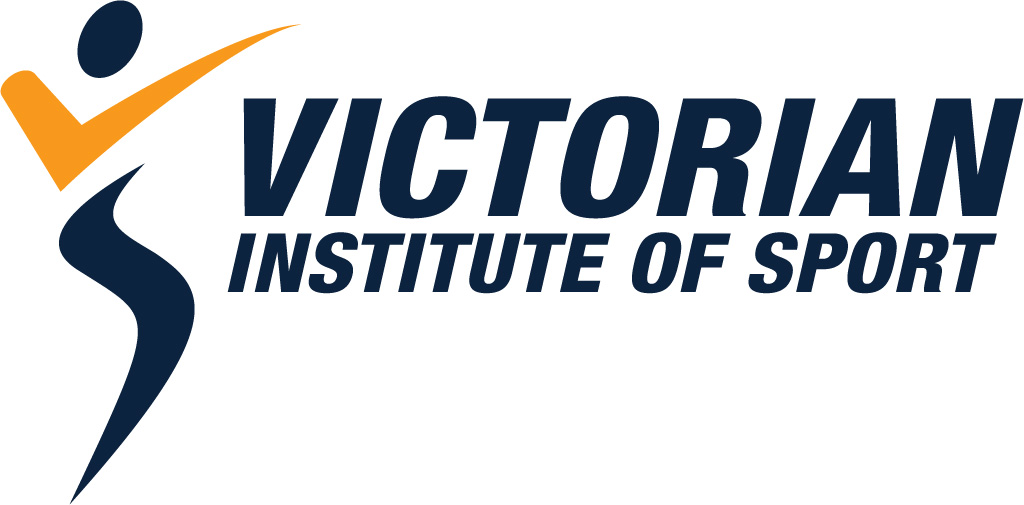

Das Victorian Institute of Sport, kurz auch VIS ist eine von der Regierung Victorias finanzierte Einrichtung zur Förderung und Unterstützung von Spitzensportlern. Als Treuhandgesellschaft wurde das Institute 1990 gegründet und untersteht direkt dem Sportministerium. Die Zentrale des VIS liegt im olympischen Park in Melbourne, früher unter dem Namen Glasshouse bekannt. Hier fanden bei den Olympischen Sommerspielen 1956 die Schwimmwettbewerbe statt.
Rund 400 Athleten werden hier betreut und unterhalten Unterstützung durch Trainer, Sportmediziner, Ernährungsberater und Psychologen.
Unter anderem werden Fußball, Bowls, Kanusport, Fahrradfahren, Tauchen, Reiten, Golf, Gymnastik, Hockey, Netball, Rudern, Segeln, Schwimmen, Tennis, Leichtathletik, Triathlon, Wasserball, Gewichtheben und Wintersport angeboten.
Bekannte Weltmeister und Olympiateilnehmer:
- Catherine Freeman, Leichtathletin
- Peter Antonie, Ruderer
- Daniel Kowalski, Schwimmer
- Matt Welsh, Schwimmer
- Leisel Jones, Schwimmer
- Sarah Fitz-Gerald, Squashspielerin
- Katie Mactier, Radfahrerin
- Glenn Ashby, Segler
- Cadel Evans, Radfahrer